# كايل بولاك
كايل بولاك (بالإنجليزية: Kyle Polak)‏ (6 فبراير 1984 في الولايات المتحدة - ) هو مدرب كرة قدم ولاعب كرة قدم أمريكي في مركز حراسة المرمى. لعب مع نادي شيفاز يو إس أي وتشارلستون بيتري وWilmington Hammerheads FC ‏.

## وصلات خارجية
- كايل بولاك على موقع قاعدة بيانات كرة القدم.إي يو (الإنجليزية)